# Capparis thozetiana
Capparis thozetiana är en kaprisväxtart som först beskrevs av Ferdinand von Mueller, och fick sitt nu gällande namn av Ferdinand von Mueller. Capparis thozetiana ingår i släktet Capparis och familjen kaprisväxter. Inga underarter finns listade i Catalogue of Life.